# 聖アンナと聖母子 (マサッチオ)
『サン・タンナメッテルザ』(伊: Sant'Anna Metterza) としても知られる『聖アンナと聖母子』(せいアンナとせいぼし、伊: Madonna col Bambino e sant'Anna) は、イタリア、ルネサンス期の画家マサッチオが、おそらくマソリーノと共同で、 1424-1425年頃制作した絵画である。この絵画は高さ175センチ、幅103センチのサイズで、フィレンツェのウフィツィ美術館にある。
聖母子は、その力強い量感と、確実な遠近法的構造による空間の堅実な把握によって、マサッチオに帰属される最も初期の作品の一つである。 天使は一人を除いて、柔和な形体で非常に繊細かつ淡く穏やかな色合いで、マソリーノのよりゴシック的な筆によるものである。右上の天使は、マサッチオの手になることを示している。聖アンナの姿はすり減っているため判断が難しいが、絵画空間の奥深さを探求しているように見える手は、マサッチオの発案かもしれない。マサッチオの作品は、柔らかく丸みを帯びたフォルムとリアルな質感で、ドナテッロの影響を示している。『聖アンナと聖母子』は、もともとフィレンツェの聖アンブロージョ教会のために委託された。ヴァザーリによれば、「それは修道女の居室に通じる礼拝堂のドアに置かれた」。
キリストの姿はゴシック的な天童ではなく、幼い子供の姿であり、現実的な存在である。これは真の自然光が人物に与える影響を示した最初の絵画の一つでもある。非常にマサッチオ的な形体の塑像性を与え、イタリア・ルネサンスの絵画に大きな影響を与えることになるのは、この発案である。